# RFG – Regionalflug
RFG – Regionalflug (auch Reise- und Industrieflug, im Außenauftritt und verkürzt nur RFG) war eine deutsche Fluggesellschaft.

## Geschichte

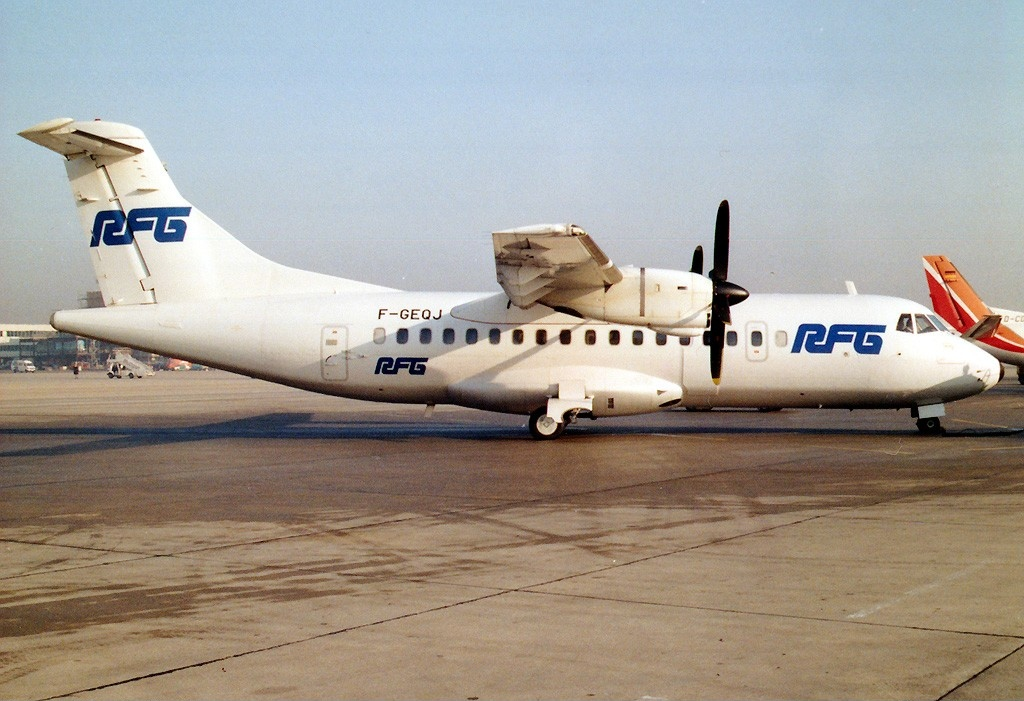
ATR 42-300 der RFG – Regionalflug in abgewandelter Bemalung. Bis zum Erlangen der deutschen Musterzulassung verwendeten diese die französischen Luftfahrzeugkennzeichen F-ODSH und F-ODSG.

Die Gründung der RFG – Regionalflug erfolgte im Jahr 1976 durch die beiden Piloten Heinrich Hiby und Reinhard Santner. Das in Dortmund ansässige Unternehmen, das zunächst den Namen Reise- und Industrieflug trug, führte mit einer gemieteten Piper Navajo und einer Cessna 414 Lufttaxi- und Charterflüge durch. Zwei Jahre später übernahm man Rundflüge und den im Sommer stattfindenden Seebäderdienst von der Aerowest – diese beschäftigte zuvor die Piloten für die RFG.
Indes zeichnete sich jedoch ab, dass neue finanzielle Mittel und gesteigertes wirtschaftliches Wissen für den Fortbestand der Gesellschaft unabdingbar waren. Heinrich Hiby veräußerte infolgedessen seine Anteile an den Gipsfabrikanten Albrecht Knauf und verließ die Firma. Im Dezember 1978 konnte man dank einer Sondergenehmigung den regelmäßigen Flugbetrieb vom Flughafen Dortmund aufnehmen. Hierfür verwendete man eine Cessna 404. Zunächst nur von Dortmund nach München einseitig operierend, bediente man die Strecke schon bald in beide Richtungen fünfmal täglich. 1982 hatte die RFG so einen Sitzplatzladefaktor von ca. 70 % erreicht. Zusätzlich richtete man an April 1981 mit einer weiteren Cessna 404 eine Verbindung nach Stuttgart ein; der Absturz einer Maschine sowie schlechte Auslastung sorgten allerdings zeitnah wieder für eine Einstellung der neuen Strecke. Auch die zwischenzeitlich neu hinzugefügten Auslandsverbindungen nach Klagenfurt und Salzburg zeigten sich als unrentabel, da sie mit der von den österreichischen Behörden vorgegebenen Preiskalkulation nicht wirtschaftlich zu fliegen waren.
Im Jahr 1982 wandte sich mit der Flight Travel Service, die sich zu 49 % Prozent im Besitz von Nixdorf und anderen Industrieunternehmen befand, ein in Paderborn ansässiges Unternehmen an die RFG. Gemeinsam schloss man einen Vertrag über den Betrieb zweier Cessna 404 auf den Strecken Paderborn – München und Paderborn – Frankfurt. Noch im selben Jahr schaffte man die erste von später sechs Swearingen Metroliner II an, um 1984 32.700 Fluggäste zu transportieren. Auch eine Dornier 228-100 hatte man im selben Zeitraum für 3 Monate im Wet-Lease betrieben. Es zeigte sich jedoch, dass dieser Flugzeugtyp mit seinen lediglich 15 Sitzplätzen für die RFG deutlich zu klein war.
Reinhard Santner und der Geschäftsführer des Nürnberger Flugdienstes, Hans Rudolf Wöhrl, entschlossen sich 1985 zur gemeinsamen Bestellung von Flugzeugen des Typs ATR 42. Mit der Intention, dass den beiden Gesellschaften so eine bessere Verhandlungsposition zugutekäme, sicherte sich jedes der beiden Unternehmen zwei Flugzeuge sowie zwei weitere Optionen. Als Konsequenz verkaufte die RFG alle einmotorigen Flugzeuge und veräußerte die Rundflüge sowie den Seebäderdienst an Bernd Walter und seine Flugschule.
Auch der Dortmunder Flughafen realisierte nun das vorhandene Potential des Regionalflugverkehrs und verlängerte dementsprechend seine nur 700 Meter lange Start- und Landebahn auf 1250 Meter. Flughafengegner erwirkten jedoch vor Gericht zunächst nur die Nutzung von 1020 Metern. Damit war die Bahn für eine ATR 42 zu kurz, sodass RFG die erste ausgelieferte Maschine am Flughafen Paderborn/Lippstadt stationieren musste. Im August 1987 konnte sich vor Gericht dann der Flughafen Dortmund durchsetzen und RFG stationierte die zweite ATR 42 an ebendiesem.
Gleichzeitig stieg man auch in das Charterfluggeschäft ein und führte die erste Verbindung ins Ausland nach London ein. Zusammen mit dem Erhalt zwei weiterer ATR 42 verzeichnete man so 1989 145.000 Passagiere. Ungehindert setzte die Gesellschaft ihre Expansion fort und fügte so auch die Verbindungen Paderborn – Nürnberg, Dortmund – Dresden und Paderborn – Leipzig zum eigenen Portfolio hinzu. Mit Beginn des 28. Septembers 1990 führte man ebenfalls Flüge nach Berlin durch; bis zum Eintreffen der fünften ATR 42 im März 1991 musste für diese wegen mangelnder Kapazitäten auf die Anmietung von fremden Fluggerät zurückgegriffen werden. Dadurch bedingt bestellte die RFG noch einmal sechs weitere ATR 72.
Nachdem Albrecht Knauf bereits zuvor 30 % Anteile an der NFD Luftverkehrs AG erworben hatte, akquirierte er 1992 die restlichen Aktien und vereinigte schließlich RFG – Regionalflug und Nürnberger Flugdienst zur Eurowings NFD + RFG Luftverkehrs AG. Die Piloten der deutlich kleineren RFG wurden, nach Anweisung des Luftfahrt-Bundesamtes, auf die Verfahren der NFD umgeschult.

## Flugziele
Es wurden neben Charterflügen zahlreiche Regionalverbindungen innerhalb Deutschlands angeboten.

## Flotte

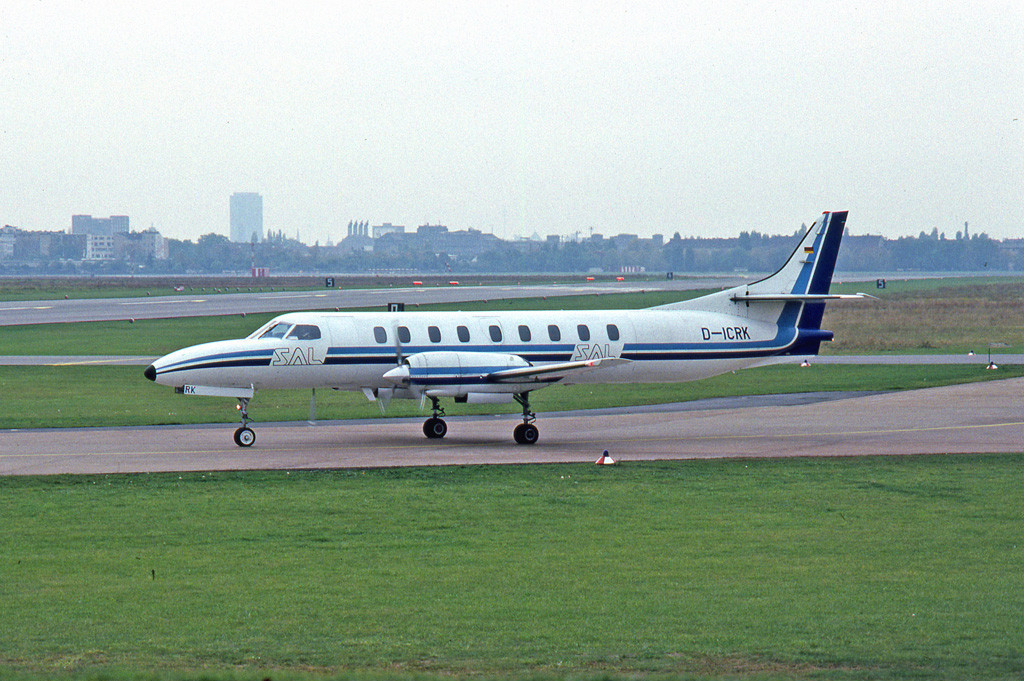
Swearingen Metroliner II der RFG nach dem Verkauf an SAL Saxonia – lediglich die Logos wurden entfernt, während die originale Bemalung der RFG beibehalten wurde

### Flotte bei Betriebseinstellung
Zum Betriebsübergang im Januar 1993 bestand die Flotte aus acht ATR 42.

### Zuvor eingesetzte Flugzeuge
Zuvor hatte man ebenfalls Flugzeuge der folgenden Typen betrieben:
- Cessna 404
- Cessna 414
- Dornier 228
- Fairchild Swearingen Metro

## Zwischenfälle
- Am 22. Januar 1982 geriet eine Cessna 404 der RFG (Luftfahrzeugkennzeichen D-ICRH) bei einem Positionierungsflug während der Landung auf dem Flughafen Dortmund von der Landebahn ab, krachte in einen Hangar und fing Feuer. Die Maschine sollte von Düsseldorf nach Dortmund gebracht werden; der Höhenmesser war jedoch aufgrund eines Sehfehlers des Piloten falsch eingestellt. Der 58-jährige Pilot, einziger Insasse, kam dabei ums Leben. Mindestens vier weitere Flugzeuge im Hangar wurden zerstört oder beschädigt.[12][13]

- Am 5. Februar 1987 wurde eine aus Dortmund kommende Swearingen Merlin IV der RFG (D-IEWK) im Anflug auf den Flughafen München bei schlechtem Wetter deutlich unter die vorgeschriebene Entscheidungshöhe geflogen. Bei dem sehr späten und tiefen Durchstarten kam es zu einer Bauchlandung. Nach etwa 300 m Rutschen kam die Maschine, nachdem das Hauptfahrwerk zusammengebrochen war, in einem schneebedeckten Feld gut 150 m von der Landebahn entfernt zum Stillstand. Alle 16 Insassen überlebten den Totalschaden.[14]